# スパーク (洗剤)
スパーク（Spark）は、ライオンから発売されていた洗濯用洗剤。1969年2月から1998年6月まで発売。

## 商品概要・歴史
1969年2月の発売当初は、大型洗剤で、有りんであった。
ちなみに、当初のセールスポイントは、有効成分をマイクロカプセルに包み込み、それを白い洗剤の粒子に付着することで、水に溶かすと液がブルーになり、強力な洗浄力を発揮して、衣類を輝く白さに洗い上げるものであった。
やがて、同社の洗濯用洗剤において主力商品となり、蛍光増白剤の改良などにより、洗浄力の強化を重ねてきたが、1979年に「トップ」が発売されると、同社の洗濯用洗剤における主力がそちらに移ってしまい、「スパーク」の売上げが低迷したため、販売を一旦終了したとされる。
その後、1991年にこのシリーズでは初の無りん洗剤で、コンパクト洗剤として復活。この製品では、洗浄主成分にパーム油由来の植物原料を100%使用し、「おもしろいほどよく落ちる」のキャッチフレーズで発売された。しかし、同社の「Hiトップ」に比べると、売上げが低迷したとされ、最小使用量20g化、蛍光増白剤無配合の製品の発売を経て、販売終了となった。

### 沿革
- 第1期
  - 1969年2月、大型洗剤として発売（当時の社名は、ライオン油脂）
  - 1970年、パッケージ変更。
  - 1972年、組成、パッケージ変更。
  - 1974年、一度、商品名が「ホワイトスパーク」に改称
  - 1975年、コンパクト洗剤「スパーク25」を発売
  - 1977年、商品名が「スパーク」に複名
  - 1979年、組成、容量、パッケージ変更
  - 1980年、売上げ低迷により、一旦生産終了
- 第2期
  - 1991年2月、コンパクト洗剤として発売。ブランド復活
  - 1993年7月、組成変更。
  - 1995年2月、「植物原料 スパーク」発売。1回当たりの最小使用量が20gになる
  - 1996年1月、商品名を「スパーク」に戻し、スーパーコンパクト洗剤として発売。
  - 1997年頃 - 蛍光増白剤無配合になる
  - 1998年、またしても売り上げ低迷のため販売終了。
（ブルーダイヤと入れ替わり）

## 歴代の商品
スパーク（大型洗剤）

ホワイトスパーク

スパーク25
小型で、洗剤使用量は大型と同様。
液体スパーク

スパーク（コンパクト洗剤）（1991年 - 1995年）
環境のために、植物原料を使った。
植物原料 スパーク（1995年 - 1996年）
植物原料を100％使用した商品。
スパーク（スーパーコンパクト洗剤）（1996年 - 1998年）
蛍光増白剤無配合。末期の製品。

## 用途
発売当初から綿、麻、合成繊維用であった。

## 配合成分
大型洗剤
ABS
界面活性剤
初代酵素
蛍光増白剤
コンパクト洗剤
植物原料
酵素
漂白剤

## パッケージ
黄緑が基調。第2期はプラスチックのふたがついた。

## スパークの歌
1969年発売当初はコーラスで「パパパパパパパ スパークは パパパパパパパ 青い水」「パパパパパパパ スパークで パンティーストッキングプレゼント」というものがあった。当時発売されて間もないパンティーストッキングを景品としていた。
1979年頃は「育ちざかりは汚しやさん」という歌詞。
1997年のCMに使われた歌はそのときの出演者が歌う。

## CM出演タレント
第1期
- ？（1969年 - 1971年）
- ？（ナレーション、1977 - 1978年）
- ジャイアント吉田と猪熊虎五郎（1975年、「スパーク25」時代。猪熊が今までの洗剤、吉田がスパーク役で出演）
- 見城美枝子（1978 - 1979年）

第2期
- 榊原郁恵 （1991年 - 1995年）
- 薬丸裕英と石川秀美 （1995年 - 1996年）
- ？（1997年 - 1998年）

## CM内容
- 1977年のCMは、テーマは野球で、ナレーションは「大汚れに、スパーク！」と喋る。
- 1979年のCMは、女性が10人程度の子供と一緒に、歌を歌う内容だった。
- 1995年のヤックン夫婦が出演するCMは、ハーモニカの音楽に合わせて、石川が「私たちはスパークで洗います。素肌が触れるものを洗うのだから、私たちは植物生まれにこだわります。あなたも、植物の力で洗いませんか？」と長台詞を言っていた。ちなみに薬丸はCM中の演技では一言も喋らなかった。（最後の「LIONから」のみ）

## 競合商品
- ブルーチャイム - 水の色がブルーに変更する。
- ザブ - 花王初の酵素入り洗剤